# Le Saint (série de téléfilms)
Pour les articles homonymes, voir Le Saint.
Le Retour du Saint
Le Saint (The Saint) est une série de 6 téléfilms franco-britanniques d'une durée de 90 minutes, diffusée du 2 septembre 1989 au 28 juillet 1990 sur le réseau London Weekend Television.
Elle fait suite au Retour du Saint et au téléfilm pilote The Saint in Manhattan avec Andrew Clarke. Le budget s'est élevé à 74 millions de francs pour un tournage en France, Grande-Bretagne, RFA et Australie. Plus d'un tiers des comédiens sont français et deux épisodes ont été réalisés en France.
En France, la série a été diffusée à partir du samedi 9 décembre 1989 sur M6  jusqu'en 1994. Elle a été rediffusée du 7 avril 1996 au 23 juin 1996 sur M6.

## Synopsis
Cette série met en scène le retour du Saint dans des aventures plus sombres et plus réalistes que jamais : il doit sauver un bébé kidnappé victime d'un trafic d'enfants, venger un ami lâchement assassiné, enquêter sur le meurtre de quatre savants internationaux, élucider le suicide d'une millionnaire de le monde de la finance, affronter en pleine guerre froide un terroriste international, se battre contre des promoteurs immobiliers sans scrupules pour sauver un parc d'attraction.
Loin de l'humour et de la décontraction des années Roger Moore, le nouveau Saint évolue dans un univers plus proche des romans de Leslie Charteris.

## Distribution
- Simon Dutton : Simon Templar, dit le Saint
- David Ryall : Inspecteur Teal

## Production
Cette série de six téléfilms de 90 minutes, mettant en vedette Simon Dutton, a été réalisée pour London Weekend Television (LWT) au Royaume-Uni. La série a été déprogrammée en raison de mauvaises audiences, mais elle a été diffusée dans le cadre de The Mystery Wheel of Adventure aux États-Unis.

## Épisodes
The Saint in Manhattan (The Saint in Manhattan) (1987), pilote avec Andrew Clarke
1. La filière brésilienne (The Brazilian Connection) (1989)
2. Un saphir pour les jumelles (The Blue Dulac) (1989)[4]
3. Faux numéro (Wrong Number)
4. Casse-tête australien (Fear in Fun Park) (1989)
5. OPA sauvage (The Big Bang)
6. Logiciel mortel (The Software Murders)

## Genèse
En 1987, un pilote "The Saint in Manhattan" avec Andrew Clarke est réalisé par  James Frawley. Les comédiens Kevin Tighe (dans le rôle de l'inspecteur Fernack qui apparaît dans les histoires de Leslie Charteris se déroulant à New York), George Rose, Holland Taylor, Caitlin Clarke, Ben Vereen complètent la distribution. Le scénario est écrit par Peter Gethers et David Handler. Inédit en France, ce pilote est diffusé sur la chaîne américaine CBS le 12 juin 1987 dans le cadre de l'anthologie CBS Summer Playhouse. Andrew Clarke n'ayant pas convaincu les producteurs, il faudra attendre le 24 avril 1989 pour que soit annoncé le nom du comédien qui va tourner la nouvelle série avec les mêmes producteurs, Simon Dutton.

## Autour de la série
En 1989, après la tentative ratée d' Andrew Clarke (acteur), M6 et Jean Chalopin envisagent à la demande de Donald L.Taffner et Robert S. Baker  une coproduction avec des chaînes anglo-saxonnes pour une nouvelle adaptation du Saint. Or l'auteur, Leslie Charteris, déçu par deux adaptations françaises au cinéma Le Saint mène la danse et Le Saint prend l'affût avait trouvé le premier film tellement pitoyable qu'il s'était opposé à sa diffusion dans les pays de langue anglaise, et à la suite de la vision du second avait décidé de ne plus jamais accorder à des réalisateurs français les droits d'adaptation de son personnage,ainsi que l'explique Francis Valéry dans son ouvrage Héros : Le Saint publié en 1995.
Donald L.Taffner et Robert S. Baker qui ne voulaient pas rester sur l'échec du pilote obtinrent l'accord de Leslie Charteris, ce dernier accepta le projet de coproduction dont la partie française n'est pas négligeable. La partition musicale est signée par le compositeur français Serge Franklin chargé d'élaborer un nouveau thème. Leslie Charteris a accepté de rencontrer le nouvel interprète, Simon Dutton, qui doit son prénom au personnage de l'écrivain. Il a déclaré : "Le rôle de Simon Templar me revenait de droit. Ma mère dès l'âge de dix ans dévorait tous les bouquins. Quand je suis venu au monde, elle m'a appelé Simon en hommage à Simon Templar". Cependant, Leslie Charteris a été dubitatif. "Il ne croyait pas à l'histoire du prénom. Il pensait que c'était un truc pour attirer les journalistes. Malgré les films détestés par Charteris, la série partiellement française, et qui comprend des comédiens comme Arielle Dombasle, Gérard Hérold, Alexandra Kazan, Jean-Claude Dauphin est mise en route. Simon Dutton est choisi au terme d'un casting de 250 candidats.
La série est coproduite par la société D.L. Taffner Ltd dans le cadre de la série Mystery Wheel of Adventure. En 1987, Taffner avait tenté de relancer la série en partenariat avec Robert S. Baker par le biais de sa société Tribune. Un pilote avait été tourné The Saint in Manhattan avec Andrew Clarke (acteur) mais demeuré sans suite. Baker s'était vu imposer l'acteur australien Andrew Clarke qui selon lui ne convenait pas et qu'il comparait à Tom Selleck, le choix initial étant l'anglais Anthony Andrews.
Comme dans la précédente version Le Retour du Saint, les épisodes ne sont plus des adaptations des romans de Leslie Charteris mais des scénarios originaux signés par Jean Chalopin , Anthony Horowitz ,Peter Palliser, John Goldsmith et Patricia Johnson. Simon Dutton précise qu'il tient à s'écarter de la version avec Roger Moore. "Moore, c'était le Saint des années 60. Moi, celui des années 90. Je crois d'ailleurs que la série est plus réaliste. Nous allons revenir aux livres et nous intéresser au côté sombre du personnage. Dans les années soixante, il était dépeint comme une sorte de playboy détective, alors qu'en réalité, c'est un escroc qui vit des deux côtés de la loi".
John Fitzgerald, directeur chez Taffner, visionna les épisodes avant diffusion et proposa le tournage de 24 épisodes supplémentaires annuels, pour une durée de cinq ans.
Il était donc prévu une saison 2, mais le succès ne fut pas au rendez-vous. Pour Robert S. Baker, les raisons de l'échec étaient liées à des délais de production bien trop courts. "Tout a été lancé bien trop rapidement. La période de développement fut bien trop courte. Les dates qui avaient été prévues pour la diffusion ne tenaient pas compte de la production. Beaucoup de choses n'ont pas fonctionné dans ces téléfilms, je pense qu'ils manquaient d'humour. Cependant, l'épisode tourné à Berlin, Faux Numéro, était plutôt réussi. C'était un bon récit d'espionnage. Quant à l'épisode tourné en Australie, la scène de poursuite fut extrêmement bien réalisée et filmée".
Simon Dutton perd alors toute chance de revenir en Simon Templar car la société Taffner décide de céder les droits aux producteurs Bill Macdonald et Robert Evans qui souhaitaient faire une nouvelle adaptation pour la Paramount, cette-fois au cinéma, à partir d'un scénario de Terry Hayes intitulé "The Russian Story".
Il faudra attendre 1997 au cinéma pour que le projet se concrétise dans le film Le Saint (film, 1997) avec Val Kilmer.

## Anecdotes
Après la Volvo P1800S de Roger Moore, la Jaguar XJS de Ian Ogilvy, la Lamborghini Countach d'Andrew Clarke, Simon Dutton pilote une Jensen Incerptor série III.

## Produits dérivés

### Disque
The Saint, triple CD, Serge Franklin (reprend les partitions des épisodes The Brazilian Connection, The Blue Dulac, The Big Bang.

### DVD
La série a été éditée par la société Acorn en deux coffrets DVD Zone 1 aux États-Unis rassemblant chacun trois épisodes. Coffret 1.Coffret 2